# Sundsta-Älvkullegymnasiet
Sundsta-Älvkullegymnasiet, lokalt känt som SÄG, är en gymnasieskola i Karlstad. Skolan är belägen på Sundsta mellan Sundstatjärn och Klarälven. Sundsta-Älvkullegymnasiet är Värmlands största gymnasieskola och Sveriges tredje största skola (enligt Skolverkets statistik 2006). Skolan hade läsåret 2015/2016 1914 elever.

## Historia

### Byggnaderna

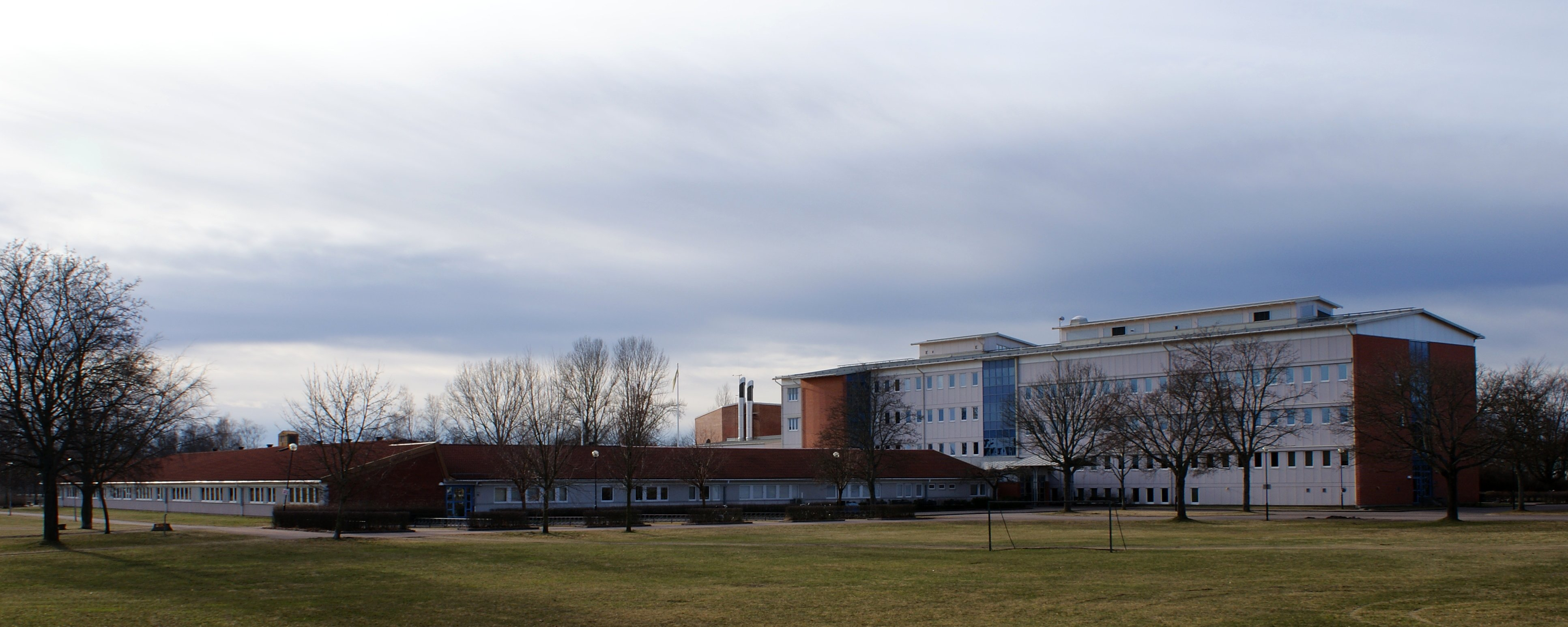
Sundstagymnasiet

Anläggningen på östra sidan, Sundstagymnasiet, ritades av arkitekt David Helldén, som vann arkitekttävlingen 1945. Byggnaden uppfördes för Karlstads högre allmänna läroverk vars verksamhet 1966 delades i Tingvallagymnasiet och Sundstagymnasiet som övertog denna byggnad. Sundstagymnasiet har stora likheter med Helldéns Fågelbacksskolan i Malmö som han ritade vid samma tid. Ett av grundmotiven i Helldéns byggnad är den slutna innergården kring vilken klassrummen ligger likt en klostergård. Invigning skedde luciadagen 1960. Skolan var tänkt för 1 100 elever. Aulan planerades med stor omsorg då den även skulle fungera som Karlstads konsertlokal. Den stora hallen fungerade även som foajé till aulan och smyckades med en stor mosaik om Fröding utförd av konstnären Hilding Linnqvist. I den aulan gjorde Beatles sitt första framträdande utanför Storbritannien och Tyskland 25 oktober 1963.
En större om- och tillbyggnad genomfördes i mitten av 1990-talet, vilket förändrade den arkitektoniska uttrycket i grunden. 
2020-2021 kompletterades Sundsta-delen med nya huskroppar.

### Sammanslagning och delning

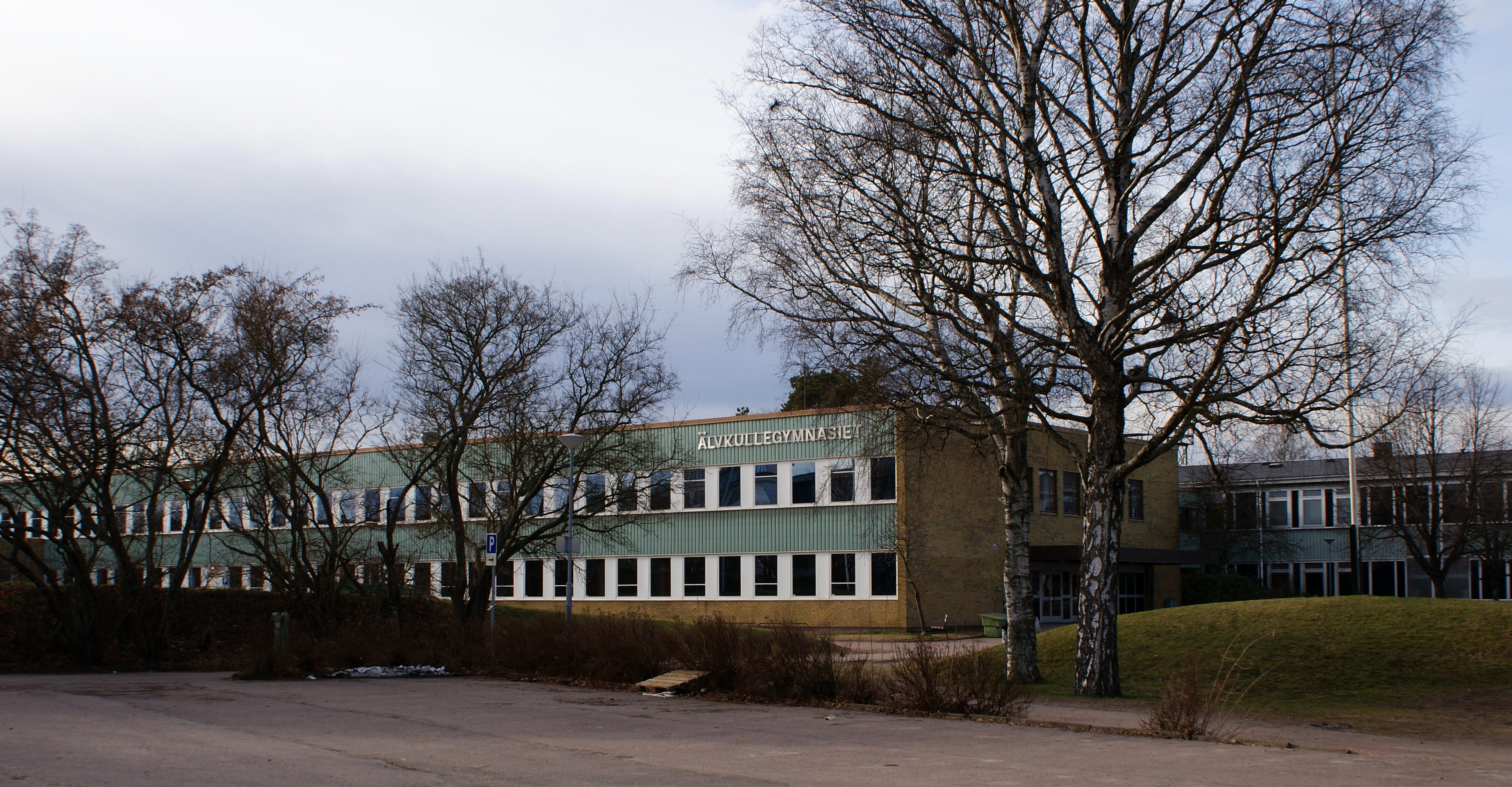
Älvkullegymnasiet

Sundsta-Älvkullegymnasiet skapades genom en sammanslagning av de två fristående skolorna Sundstagymnasiet och Älvkullegymnasiet 1993. Vid sammanslagningen var Sundstagymnasiet ett blandat teoretiskt gymnasium med främst naturvetenskaplig och samhällsvetenskaplig linje, och var den skola som hade högst antagningspoäng. Könsfördelningen var jämförelsevis jämn. Älvkullegymnasiet var å andra sidan ett utpräglat tekniskt gymnasium med cirka 95% pojkar, och en kultur som var tydligt inspirerad av de stora tekniska högskolorna, Chalmers i Göteborg och KTH i Stockholm. Andelen elever som var intresserade av högskolestudier var inte att beteckna som liten, men ändå betydligt lägre än bland Sundstagymnasiets elever eftersom Älvkullegymnasiets enda utbildning var 4-årig teknisk linje: en utbildning som vände sig främst till dem som ville arbeta som ingenjörer utan att behöva genomgå fortsatta studier på universitet eller högskola.
Inför sammanslagningen 1993 organiserade de dåvarande eleverna omfattande demonstrationer mot sammanslagningen av de två - då mycket olika och var för sig traditionstyngda - gymnasierna. Demonstrationerna tog sig bland annat uttryck i ett regelrätt demonstrationståg och i att man genom att sätta sig på den väg som leder trafik som en vallgrav mellan de båda skolorna och som, enligt det dåvarande elevrådet, gjorde en sammanslagning uppenbart olämplig med mindre att en kulvert eller en bro byggdes för att förhindra att elever trafikskadades på väg mellan lektionerna.
2006 delades gymnasiet på två enheter, Sundstagymnasiet och Älvkullegymnasiet. Återigen kämpade eleverna mot förändringen, nu med en ny gemensam skolkultur. Denna gång protesterade elevrådet med namnlistor från dem som var emot. Detta väckte heta debatter inom såväl skolkretsar som på kommunal nivå. Parternas träta var nu den omvända: att få eleverna att förstå varför denna delning är nödvändig, och från tjänstemännens sida att förstå elevernas önskan om att låta de sammanslagna gymnasierna förbli en skola.
Från 1 januari 2019 bildar skolorna åter en gemensam skolenhet – Sundsta-Älvkullegymnasiet.

### Kända personer som varit elever på skolan
- Rikard Wolff – skådespelare
- Lotta Engberg – sångare
- Nils Landgren – jazzmusiker
- Annalena Persson – operasångare
- Mattias Hellberg – musiker
- Martin Hederos – musiker och medlem i bandet The Soundtrack of Our Lives
- Rigmor Gustafsson – jazzsångare
- Sara Burnett – Idol-deltagare 2006
- Jimmy Jansson – musiker
- Adam Alsing – programledare, radiopratare m.m.
- Maja Rung – skådespelare, spelar Liv i SVT:s Andra Avenyn
- Stefan Holm – friidrottare, höjdhopp
- Dilba – sångare
- Håkan Hagegård – operasångare
- Hanna Hellquist – skribent i Dagens Nyheter och författare
- Mattias Bärjed – musiker och gitarrist i The Soundtrack of Our Lives
- Pia Hallström – riksdagsledamot
- Ann-Louise Skoglund – friidrottare
- Per Carlén – handbollsspelare
- Lars Widéll – pastor och musiker
- Torbjörn Averås Skorup - komiker
- Jon Nilsson - journalist- nyhetsankare på Aktuellt
- Marcus Wandt - astronaut och testpilot

## Föreningsliv
Skolan har traditionellt ett rikt föreningsliv med aktiviteter såsom SÄG-festival, SÄG-spexet, tårtdesigntävlingar, poesifestivaler, nattinnebandy, officiell julkalender (i både film- och radioform) m.m. Genom åren har det bl.a. funnits fotoföreningar, idrottsföreningar samt gymnasieföreningen SUGG.

## Elevkåren
Skolan elevkår grundades under skolans första år 1957 och anslöt sig till Tekniska Läroverkens Elevförbund på TLE-stämman i Karlskrona 25-27 oktober. Elevkåren hade då som ändamål att skapa trivsel och traditioner på skolan. Under årets gång ombildades elevkåren till ett elevråd, men man upprätthöll mycket av de gamla traditionerna och serviceverksamheten ändå. Mot slutet av 2000-talet ombildade sig elevrådet igen, tillbaka till en elevkår.